# Domogled-Valea Cernei Nationalpark
Domogled-Valea Cernei Nationalpark (rumænsk: Parcul Național Domogled-Valea Cernei) er et beskyttet område ( nationalpark kategori II IUCN ) beliggende i Rumænien,i det administrative område af distrikterne Caraș-Severin, Gorj og Mehedinți.

## Beliggenhed
Nationalparken strækker sig over Cerna-bjergene og Godeanu-bjergene på højre side og over Vâlcan-bjergene og Mehedinți-bjergene på venstre side. Det er beliggende i Retezat-Godeanu-bjerggruppen, en gruppe bjerge i de sydkarpaterne, i Cerna-flodbassinet.

## Beskrivelse
Domogled-Valea Cernei Nationalpark, med et areal på 612,11 km² blev erklæret beskyttet område ved lov nr. 5 af 6. marts 2000 (offentliggjort i rumænsk officielt papir nummer 152 af 12. april 2000)  og repræsenterer et bjergrigt område (cirques, bjergtoppe, jordfaldshuller, kalkstensplateauer, huler, dale ogvandfald), der beskytter en varieret flora og fauna, hvor nogle af arterne er meget sjældne eller endda endemiske.

### Naturreservater
Beskyttede områder inkluderet i parken:
- I distriktet Caraș-Severin [6]
  - Coronini-Bedina (3.864,80 ha)
  - Domogled (2.382,80 ha)
  - Iardașița (501,60 ha)
  - Iauna - Craiova (1.545,10 ha)
  - Bârzoni-hulen (0,10 ha)
- I distriktet Gorj[4]
  - Piatra Cloșanilor (1.730 ha)
  - Cheile Corcoaiei (34 ha)
  - Ciucevele Cernei (1.166 ha)
- I distriktet Mehedinți[7]
  - Vârful lui Stan (120 ha)
  - Valea Țesna (160 ha).

- Domogled-Valea Cernei Nationalpark
- Domogled-Valea Cernei Nationalpark
- Băile Herculane
- Godeanu-bjergene